# Passo delle Donne
Il passo delle Donne (898 m s.l.m.) è un valico dell'Appennino Ligure, situato in provincia di Piacenza, nel comune di Morfasso, che mette in comunicazione la val d'Arda con la val Chero.

## Geografia fisica
Il passo si trova nei pressi di una sella formata da argille scagliose.

## Origini del nome
Il toponimo, che si ripete anche nel vicino monte delle Donne e nella frazione morfassina di Ca' delle Donne, situata lungo la strada che sale verso il passo da San Michele, potrebbe originare dall'italianizzazione dell'ebraico Abdon; l'origine ebraica sarebbe confermata dalla presenza, intorno al VII secolo di una comunità ebraica nella zona e dalla possibilità di ascrivere ad origini ebraiche anche altri toponimi del territorio morfassino come Levei, Rabbini, Rio degli Ebrei e monte Moria.

## Infrastrutture e trasporti
Il valico è posto lungo una strada comunale che si dirama dalla strada provinciale 14 della Val Chero a San Michele e risale per circa 2,5 km fino a raggiungere il valico, superato il quale a strada prosegue per 1,8 km attraversando la frazione di Tiramani e immettendosi nella strada provinciale 15 di Prato Barbieri-Morfasso circa 4 km a monte del capoluogo.